# Fährwall (Stralsund)
Der Fährwall ist eine Stadtstraße im Stadtgebiet Altstadt in Stralsund. Die Straße verbindet die Fährstraße und die Wasserstraße mit dem Olof-Palme-Platz an der Knieperstraße bzw. dem Kniepertor. Die Seestraße und die Johannischorstraße zweigen vom Fährwall ab; letzterer führt dann wiederum zur teilweise parallel verlaufenden Seestraße. Der Fährwall gehört zum Kerngebiet des UNESCO-Welterbes Historische Altstädte Stralsund und Wismar.

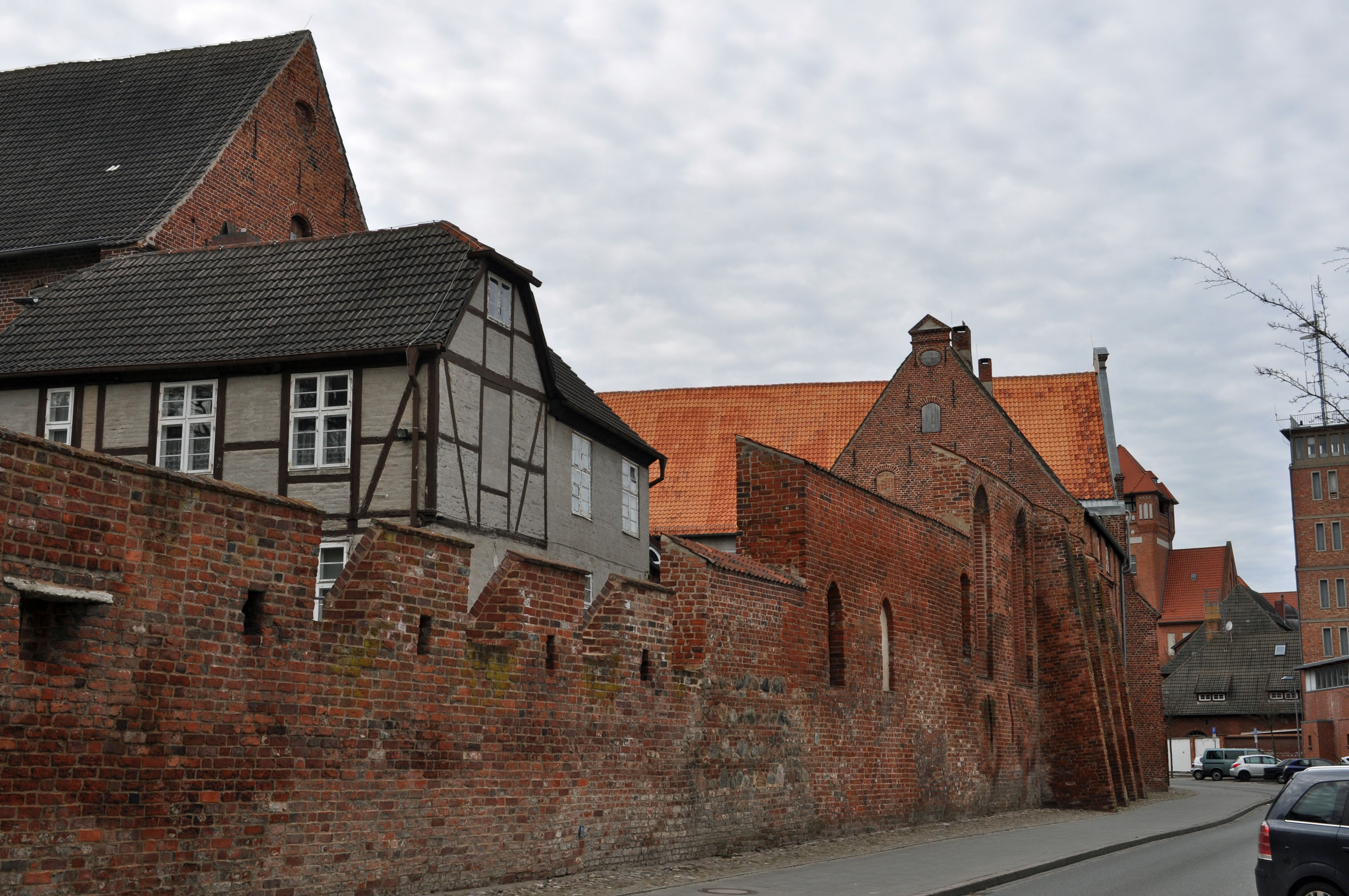
Stadtmauer am Fährwall in Stralsund (2012)

Die Straße ist nach einer der Stralsunder Festungsanlagen, dem Fährwall, benannt und erhielt ihren Namen im Jahr 1869. Im Jahr 1910 erhielt sie Straßenpflaster, bis dahin war sie ein unbefestigter Weg.
Acht der Gebäude stehen unter Denkmalschutz (siehe auch Liste der Baudenkmale in Stralsund): die Häuser Fährwall 2, Fährwall 4, Fährwall 5, Fährwall 6. Fährwall 7, Fährwall 8, Fährwall 18 und Fährwall 19. Hinzu kommt der Gebäudekomplex Seestraße 8/Fährwall 16, der sich von der Seestraße entlang der Johannischorstraße bis zum Fährwall erstreckt.
Die Straße ist als Einbahnstraße ausgewiesen.
Am Fährwall befinden sich das Hansa-Gymnasium Hansestadt Stralsund, vor dem im Jahr 2002 die Einbäume von Stralsund gefunden wurden, die Wache der Berufsfeuerwehr und das Johanniskloster. Das Parkhaus Am Hafen mit 285 Stellplätzen wurde von 2010 bis 2011 errichtet.